# Nymphopsis spinosissima
Nymphopsis spinosissima är en havsspindelart som först beskrevs av Hall, H.V.M. 1912.  Nymphopsis spinosissima ingår i släktet Nymphopsis och familjen Ammotheidae. Inga underarter finns listade i Catalogue of Life.